# جريدة المنتقد
في عام 1925 صدرت جريدة «المنـتقد» لصاحبها الشيخ عبد الحميد ابن باديس، وكان هدف الجريدة هو تسليط الضوء على أخطار المستعمر ومحاربة بدع وضلالات رجال الطرق الصوفية التي خدرت المجتمع الجزائري وانحرفت به عن الإسلام الصحيح، فصدر أول عدد منها في 3 جويلية 1925 م الموافق لـ 11 ذي الحجة سنة 1343 هـ بمدينة قسنطينة تحت شعار الحق فوق كل أحد والوطن قبل كل شيء .
وفي افتتاحية العدد الأول أراد ابن باديس أن يبين أهدافه وغاياته وأراد أن يعرف دعوته للناس فكتب يقول: " باسم اللّه، ثم باسم الحق والوطن، ندخل عالم الصحافة العظيم، شاعرين بعظمة المسؤولية التي نتحمّلها فيه، مستسهلين كل صعب في سبيل الغاية التي نحن إليها ساعون… وها نحن نعرض على العموم مبادئنا التي عقدنا العزم على السير عليها.
بعد صدور العدد 18 والذي هو آخر عدد للمجلة استبدلت مجلة الشهاب